# Blood Bowl
Blood Bowl er et figurspil for 2 spillere. Spillet produceres af den engelske virksomhed Games Workshop. Blood Bowl er en meget voldelig udgave af amerikansk fodbold, hvor en kamp, udover nogle mål, som regel ender med et par kvæstede eller ligefrem døde spillere. Spillerne tilhører et udvalg af de racer, som kendes fra Warhammer-universet: Amazons, Halflings, Goblins, Orcs, Dwarfs, Undead, Khemri, Elves, High Elves, Wood Elves, Dark Elves, Lizardmen, Chaos, Chaos Dwarves, Necromantics, Ogres, Vampires, Humans, Nurgles Rotters, Norse og Skaven.

## Regler
Selve spillet består af to halvlege à 8 runder, hvor begge spillere har tur. Brættet forestiller en amerikansk fodbold-bane og spilbrikkerne er metal- eller plasticfigurer. Når man har tur må man flytte alle sine 11 figurer (samle bolden op, kaste den, trampe på modstanderen, løbe, osv). Visse handlinger kræver en terning for at se om det lykkes. Så snart et af ens terningslag fejler, bliver det modstanderens tur, så det er langt fra sikkert at man når at flytte alle 11 figurer i hver tur. Mål scores når én af ens figurer står med bolden i modstanderens endzone.
Terningernes usikkerhed er med til at gøre spillet spændende. Ofte er der flere figurer, man vil positionere, og så må man vælge den optimale rækkefølge der både tager hensyn til de forskellige terningslags sværhedsgrad og figurernes placering på brættet. Man skal derfor bruge strategi og taktik for at opnå et mål. Den spiller der har fået flest mål efter de i alt 16 runder er vinderen.

## Ekstern henvisning
- Games Workshop side Blood Bowl